# Gemeine Kristallschnecke

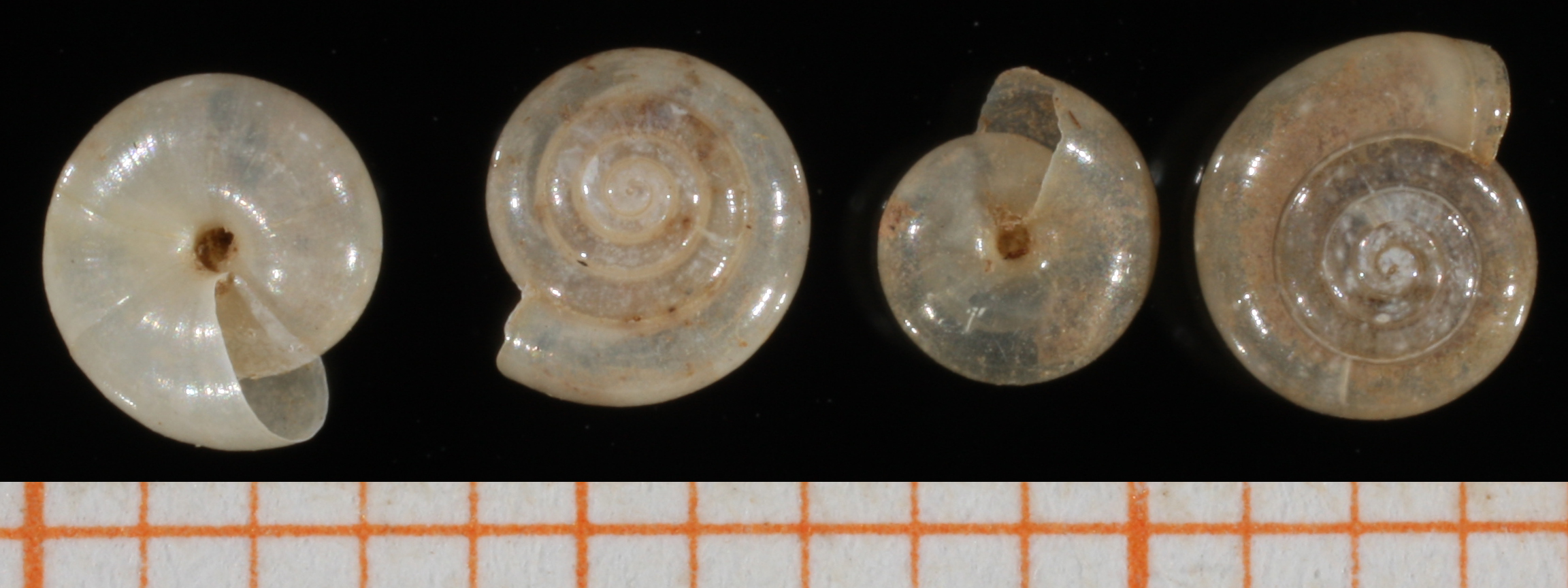
Vitrea crystallina (Müller, 1774)(Welter-Schultes)

Die Gemeine Kristallschnecke (Vitrea crystallina) ist eine in Mitteleuropa heimische Schnecken-Art der Kristallschnecken (Pristilomatidae) in der Unterordnung der Landlungenschnecken (Stylommatophora).

## Merkmale
Das rechtsgewundene, recht kleine Gehäuse ist abgeflacht-kegelig mit 4½ bis 5 mäßig gewölbten und regelmäßig zunehmenden Windungen. Es hat einen Durchmesser (Breite) von 3 bis 4 mm und eine Höhe von 1,4 bis 2,1 mm. Das Gewinde ist in der Seitenansicht kaum erhaben. Die Windungen sind auf der Oberseite wenig gewölbt, die Naht ist seicht. Die Peripherie ist gut gewölbt, auch die Unterseite. Die Mündung ist in der direkten Aufsicht halbmondförmig. Die letzte Windung hat etwa den anderthalb bis zweifachen Durchmesser der vorher gehenden Mündung. Er erweitert sich zur Mündung hin nicht außer der Regel. Der Mundsaum ist bei ausgewachsenen Exemplaren durch eine vom Mündungsrand etwas zurückgesetzte, schwache, weißliche Lippe verdickt. Der trichterförmige und enge Nabel liegt in der letzten Windung leicht exzentrisch. Er ist zunächst sehr eng und weitet sich erst mit der letzten Windung.
Die Schale ist durchsichtig und farblos. gelegentlich auch leicht grünlich. Die Oberfläche weist eine sehr feine, aber unregelmäßige Streifung auf. Im Bereich der Naht ist sie etwas deutlich, jedoch auch nur mit der Lupe auszumachen. Die Oberfläche des Gehäuses ist hochglänzend, tote Gehäuse verfärben sich aber schnell milchig-weiß.
Der Rücken und die Fühler des Weichkörpers sind von grau gefärbt, die Seiten werden zur Sohle hin heller. Die Sohle selber ist weißlich. Auf der Nabelseite ist der Körper gelb gepunktet; er scheint durch das Gehäuse hindurch.
Im zwittrigen Geschlechtsapparat mündet der kurze Samenleiter (Vas deferens) apikal in den langen Penis. Ein Epiphallus ist nicht vorhanden. Der Penisretraktormuskel setzt ebenfalls apikal am Penis an. Die Spermathek ist stark rückgebildet und nur noch ein kleiner wurmförmiger Fortsatz. Ein freier Eileiter (Ovidukt) ist sehr kurz. Die Vagina ist dagegen sehr lang und im oberen Teil von der perivaginalen Drüse umgeben. In diesem Bereich ist die Vagina dick angeschwollen. Penis und Vagina münden in ein kurzes Atrium.

## Ähnliche Arten
Das Gehäuse ist im Durchschnitt kleiner als das der Ungenabelten Kristallschnecke (Vitrea diaphana), und größer als das der Weitgenabelten Kristallschnecke (Vitrea contracta), die zudem enger gewickelt ist. Der Nabel der Gemeinen Kristallschnecke ist enger als der im Gehäuse von Vitrea botterii und der Weitgenabelten Kristallschnecke.

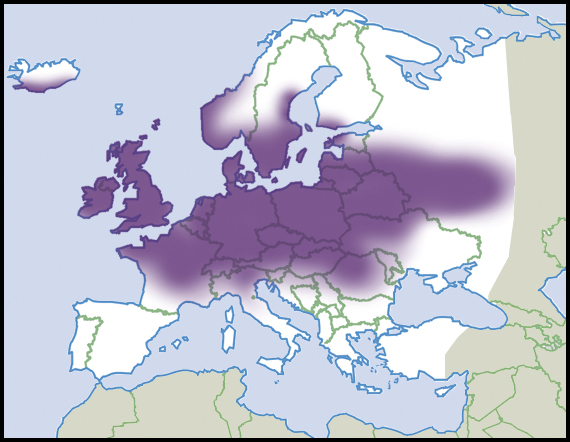
Verbreitung der Art in Europa (nach Welter-Schultes)

## Geographische Verbreitung und Lebensraum
Das Verbreitungsgebiet erstreckt sich über West-, Mittel- und Osteuropa. In Norwegen reicht es bis auf 65° N, in Finnland gerade mal an die Südküste. Im Osten reicht es keilförmig nach Russland bis zum Ural. Die Art fehlt jedoch auf der Iberischen Halbinsel, in Mittel- und Süditalien und auf der Balkanhalbinsel. Sie kommt aber noch in Rumänien vor. Vermutlich wurde sie nach Island anthropogen verschleppt. In der Schweiz kommt sie bis in 2300 m über Meereshöhe vor.
Die Tiere leben in der Laubstreu und Humusschicht unter Steinen in feuchten Wäldern, im Moos und in Flussauen- und Bruchwäldern. Sie kommt auch in feuchten Wiesen, Quellbereichen und Sümpfen vor.

## Taxonomie
Das Taxon wurde 1774 von Otto Friedrich Müller als Helix crystallina erstmals beschrieben. Das Taxon ist allgemein anerkannt und auch über die Gattungszugehörigkeit gibt es derzeit wenig Diskussion. In älteren Systematiken wird die Gattung Vitrea in Untergattungen aufgegliedert. In dieser Untergattungsgliederung wird sie zur Untergattung Vitrea (Crystallus) Lowe, 1855 gestellt. Grossu stellt sie allerdings zur Nominatuntergattung Vitrea (Vitrea) Fitzinger, 1833.

## Gefährdung
Nach Vollrath Wiese ist die Art in Deutschland häufig und nicht gefährdet  Auch die IUCN  stuft die Art als ungefährdet ein. Nach Welter-Schultes ist es die häufigste Art der Gattung Vitrea Fitzinger, 1833.